# セルズドン男爵
セルズドン男爵（英: Baron Selsdon）は、イギリスの男爵、貴族。連合王国貴族爵位。サー・ウィリアム・ミッチェル＝トムソンが1932年に叙されたことに始まる。 
前身となった準男爵位についても触れる。 

## 歴史

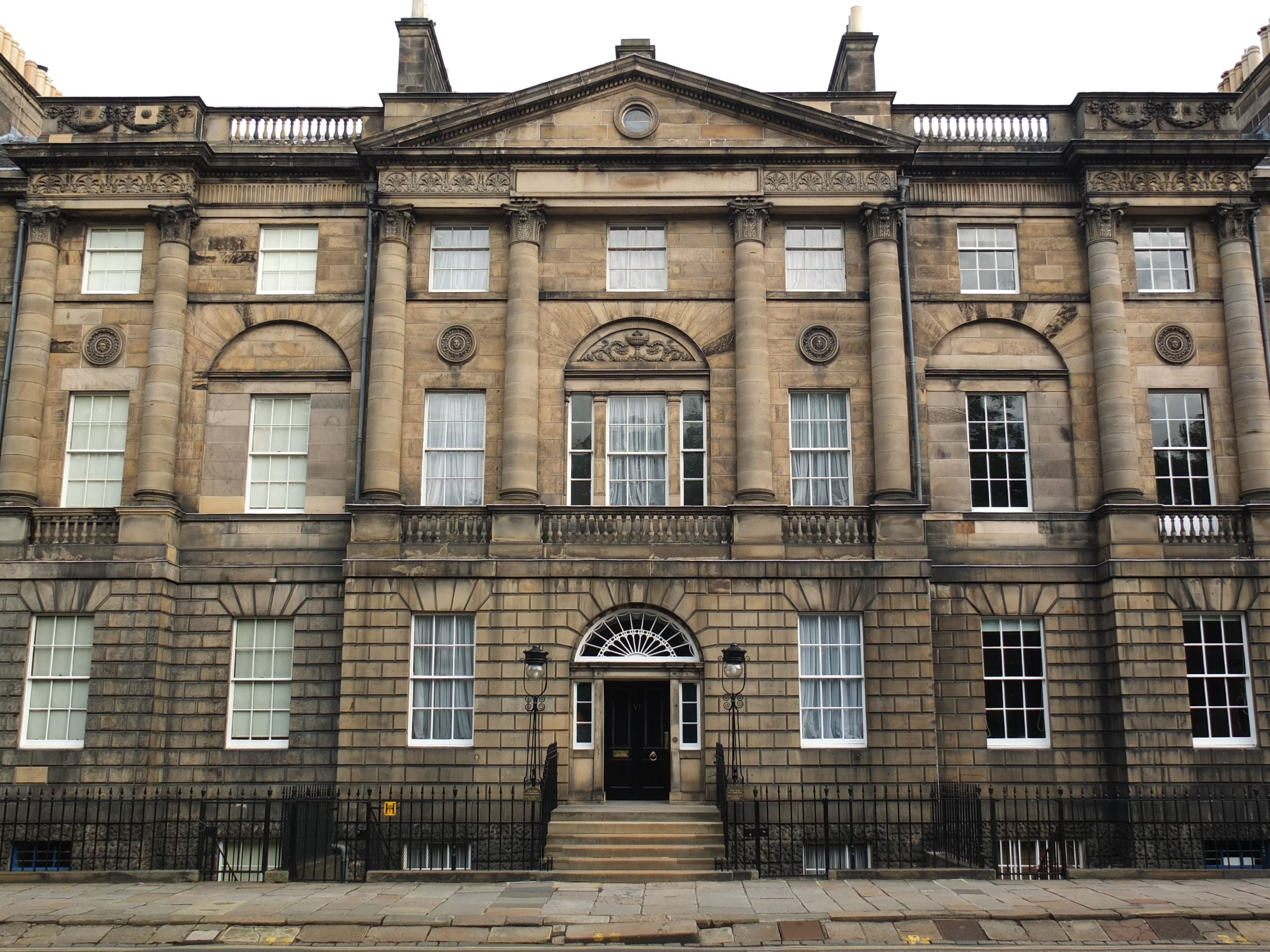
初代準男爵が邸宅としたビュート・ハウス。現在はスコットランド首相官邸となっている。

スコットランドの実業家サー・ミッチェル・トムソン (1846–1918)はエディンバラ大学総長を務めたのち、1900年9月26日に(ピーブルスシャー州ポルムードの)準男爵(Baronet, of Polmood in the County of Peebles)に叙された。また彼は同年に勅許を得て、母の姓である「ミッチェル」を加えた「ミッチェル=トムソン」に改姓している。
2代準男爵ウィリアム(1877-1938)は保守党の政治家として活動し、スタンリー・ボールドウィン内閣では郵政大臣を務めている。彼は庶民院議員を辞した後の1932年1月14日に連合王国貴族としてサリー州クロイドンのセルズドン男爵(Baron Selsdon, of Croydon in the County of Surrey)に叙されて、貴族院に転じた。 
彼の息子である2代男爵ピーター(1913-1963)はレーサーとして名を残しており、1949年度ル・マン24時間レースではルイージ・ギネッティとともに優勝を果たしている。
3代男爵マルコム(1937-)は保守党の政治家として活動しており、1999年の貴族院法制定以降も貴族院に籍を置く92人の世襲貴族の一人である。 
2019年現在、彼が男爵家の当主である。 

## 現当主の保有爵位
現当主である第3代セルズドン男爵マルコム・マッケンチャーン・ミッチェル=トムソンは、以下の爵位を有する。 
- 第3代サリー州クロイドンのセルズドン男爵(3rd Baron Selsdon, of Croydon in the County of Surrey)
(1932年1月14日の勅許状による連合王国貴族爵位)
- 第4代(ピーブルスシャー州ポルムードの)準男爵(4th Baronet, of Polmood in the County of Peebles)
(1900年9月26日の勅許状による連合王国貴族爵位)

## 一覧

### (ポルムードの)準男爵（1900年）
- 初代準男爵サー・ミッチェル・ミッチェル=トムソン（英語版）  （1846–1918）
- 第2代準男爵サー・ウィリアム・ミッチェル＝トムソン（英語版）（1877-1938）（1932年にセルズドン男爵位創設）

### セルズドン男爵（1932年）
- 初代セルズドン男爵ウィリアム・ミッチェル＝トムソン（英語版） （1877–1938）
- 第2代セルズドン男爵ピーター・ミッチェル=トムソン （1913–1963）
- 第3代セルズドン男爵マルコム・マッケンチャーン・ミッチェル=トムソン（英語版） （1937-）

法定推定相続人は現当主の息子カラム・マルコム・マッケンチャーン・ミッチェル=トムソン閣下（1969-）。 